# Mynes zoa
Mynes zoa är en fjärilsart som beskrevs av Hans Fruhstorfer 1912. Mynes zoa ingår i släktet Mynes och familjen praktfjärilar. Inga underarter finns listade i Catalogue of Life.